# Alessandra Frangipani
Pas d'image ? Cliquez ici

a Compétitions nationales et continentales officielles uniquement.

b Matchs officiels uniquement.
Dernière mise à jour le 9 mars 2023.
Alessandra Frangipani, née le 12 juillet 2003 à Pise (Italie), est une joueuse internationale italienne de rugby à XV évoluant au poste de deuxième ligne ou troisième ligne aile. Elle joue à Villorba.

## Biographie
Alessandra Frangipani naît le 12 juillet 2003 à Pise en Italie. Durant sa jeunesse, elle pratique d'abord l'athlétisme. C'est dans le cadre scolaire qu'elle découvre le rugby à XV, lors d'une intervention du club local dans le cadre des cours d'éducation physique et sportive. Elle se prend au jeu et rejoint le club de Bolzano : elle est la seule fille de son équipe. À partir de la catégorie des moins de 14 ans, qui n'est pas mixte, elle participe à des regroupements régionaux. En 2021, après son année de première au lycée, elle est recrutée par le Villorba Rugby. Elle doit changer d'établissement scolaire pour faire sa terminale.
Elle joue son premier match international avec l'Italie contre la France lors du Tournoi des Six Nations 2022. Elle compte deux sélections en équipe nationale quand elle est retenue pour disputer le Tournoi des Six Nations 2023.
En 2023-2024, Alessandra Frangipani est convoquée pour jouer la première édition du WXV, en Afrique du Sud. Elle est également sélectionnée pour le Six nations 2024 dont elle joue les trois premières rencontres. De retour en club, elle remporte son premier titre national face au Valsugana.
La saison suivante, elle est à nouveau convoquée en équipe nationale pour la deuxième édition du WXV.
Parallèlement au rugby, elle est étudiante en sciences du sport et éducatrice au sein de l'école de rugby de Villorba, en charge des moins de 10 ans.

## Palmarès
- Championne d'Italie en 2024
- Finaliste du championnat d'Italie en 2022 et 2023.